# TinyKRNL
TinyKRNL era un progetto open source nato per creare un kernel basato sul design di Microsoft Windows NT. 
TinyKRNL mirava a essere totalmente compatibile con Windows Server 2003 SP1. Lo sviluppo iniziò nel 2006 da Alex Ionescu come fork di ReactOS, ma mirava a utilizzare codice del tutto nuovo e non preso dal progetto "padre". Poco tempo dopo, lo sviluppo venne arrestato.
Alcune parti del codice vennero rilasciate tramite Licenza BSD e altre tramite TinyKRNL Shared Source License. 